# 趙同熙
趙 同熙（チョ・ドンヒ、조동희、1856年8月4日 - 1934年5月26日）は、李氏朝鮮末期の政治家、日本統治時代の朝鮮貴族で、字は有先（유선）、本貫は揚州である（揚州趙氏）。

## 生涯
漢城府出身。高宗擁護に重要な役割を果たし領議政を務めた趙斗淳の孫で、もともと趙秉燮（조병섭）の息子だったが、叔父である趙秉集（조병집）に養子縁組された。朝鮮総督府中枢院の参議を務めた兄の趙英熙（조영희）を通じて、李完用とは姻戚関係があった。
1876年、科挙に及第し、都承旨や戸曹参判、工曹参判など、高位の官職を務めた。
1905年に農商工部の大臣に上がり、1910年には日韓併合条約の締結に協力した功績により、日本から男爵の爵位を受けたが、その後剥奪された。
2002年に発表された親日派708人名簿、2008年に民族問題研究所が『親日人名辞典』に収録するために整理した親日人名辞典収録者名簿、2009年親日反民族行為真相糾明委員会が発表した親日反民族行為705人名簿に、爵位を襲爵した趙重獻とともに選ばれた。これら3つの名簿には、兄である趙英熙も含まれている。

## 家族関係
- 親祖父（父方の祖父）：趙斗淳（조두순）
  - 実父：趙秉燮（조병섭）
  - 養父：趙秉集（조병집）
    - 兄：趙英熙（조영희）
      - 息子：趙重獻（조중헌|조중헌）